# ربد فاخر
رَبْد فاخر هو نوع من النباتات المزهرة من جنس ربد في الفصيلة النجمية. أوراقه حاضنة كبيرة القد سميكة النصل الجلدي الأزغب. أزهاره كبيرة، قطرها نحو ٦ سم.